# Zabuton
Zabuton (座布団) er en traditionel japansk siddepude.
I modsætning til den runde ensa er en zabuton kvadratisk, fyldt og stammer fra begyndelsen af Edo-perioden, hvor den afløste ensa i private hjem. I templer og skrin blev ensa derimod stadig brugt. Forløberen for zubuton var shitone, der var forbeholdt adelige hjem. Zabuton laves overvejende af bomuld men ofte også af lærred eller silke. Læder eller washi-papir er også muligt, men det er væsentlig sjældnere. Zabuton kan også bruges sammen med en zaisu (stol uden ben).
Ved zenmeditation (zazen) tjener zabuton som underlag for den meditationspude (zafu), som den mediterende sidder på.
Når en lavererangerende sumoudøver vinder over en yokozuna (højeste rang i sumo), smider tilskuerne deres zubuton i ringen. Da yokozuna traditionelt først deltager i den sidste kamp på en turneringsdag, er det ikke noget problem.